# Palais du Luxembourg

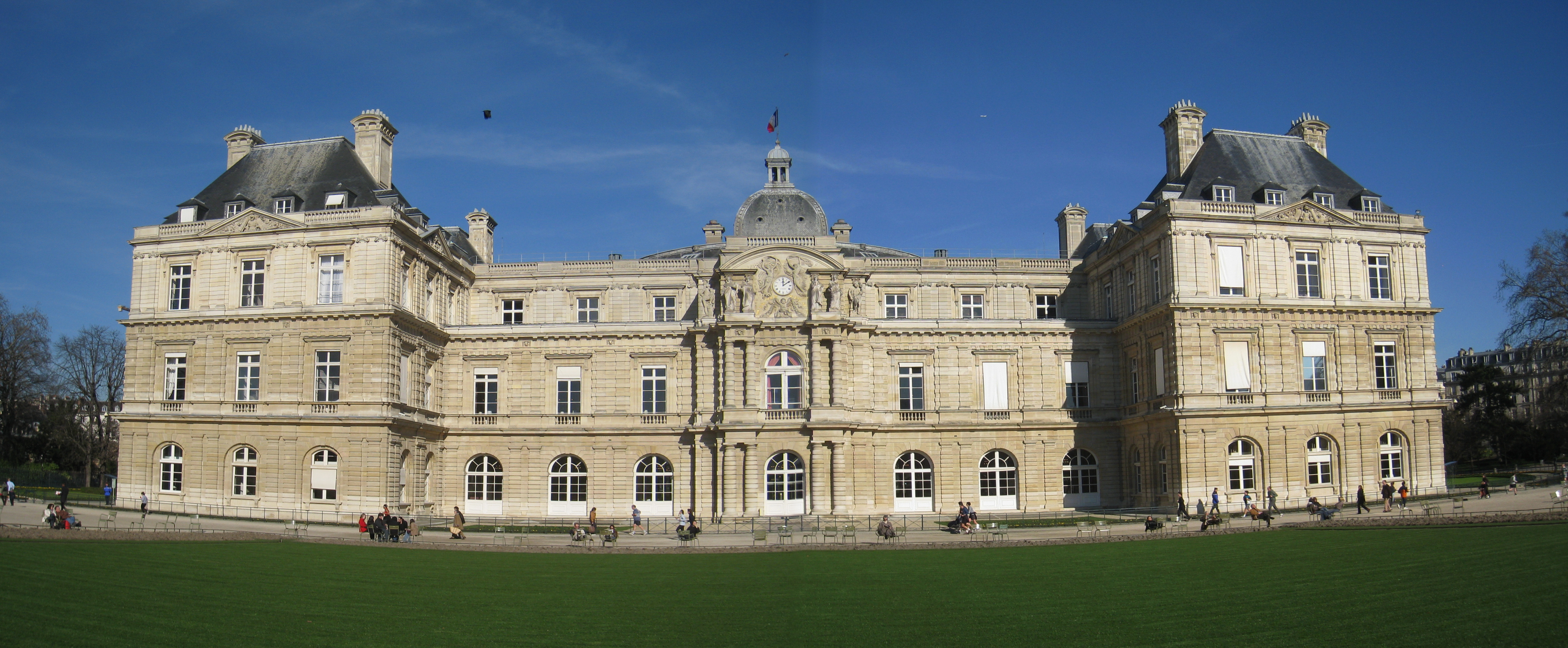
Lucemburský palác od zahrad

Palais du Luxembourg (česky Lucemburský palác) je palác v 6. obvodu v Paříži. Byl postaven pro Marii Medicejskou a od roku 1799 je sídlem Francouzského senátu a jeho předchůdců. Od roku 1862 je chráněn jako historická památka. Obklopuje ho Lucemburská zahrada.

## Historie
Název je odvozen od staršího paláce (dnešní Petit Luxembourg), který zde byl postaven v polovině 15. století, a jehož majitelem byl Francois de Piney, vévoda Piney-Luxembourg. V roce 1612 palác a přilehlé pozemky zvané Luxembourg koupila francouzská královna Marie Medicejská a v roce 1615 pověřila architekta Salomona de Brosse výstavbou nového, rozsáhlejšího paláce. Královna se do něj nastěhovala v roce 1625 ještě před dokončením stavebních prací. Pravá část paláce byla určena královně matce a levá pro jejího syna Ludvíka XIII.
Palác byl definitivně dokončen až roku 1631, v době, kdy již byla královna poslána do vyhnanství.
Marie Medicejská odkázala zámek v roce 1642 svému druhému synovi Gastonu Orleánskému. Ten palác odkázal v závěti své druhé manželce Markétě Lotrinské, a po ní jej zdědila nejstarší dcera Anna Marie Louisa Orleánská, která ho roku 1660 prodala své mladší sestře, vévodkyni de Guise. Ta jej v roce 1694 darovala svému bratranci Ludvíkovi XIV.
V roce 1715 palác získal regent Filip II. Orleánský, který ho přenechal své nejstarší dceři Marii Louise Alžbětě Orleánské a od ní přešel na její mladší sestru Luisu Alžbětu Orleánskou.

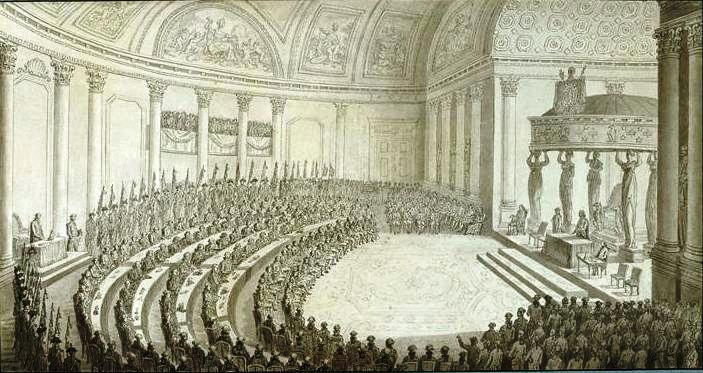
Jacques Bertaux: Prezentace praporů z bitvy u Slavkova v Senátu (Louvre)

Dne 14. října 1750 byla otevřena Galerie royale de peinture du Palais du Luxembourg (Královská galerie malířství Lucemburského paláce), kterou inicioval Charles François Paul Le Normant de Tournehem, ředitel královských staveb namísto galerie Marie Medicejské umístěné ve východním křídle paláce. Byl zde zpřístupněn výběr z královské sbírky spolu s Rubensovým cyklem vytvořeným pro palác, který se tak stal prvním muzeem umění ve Francii otevřeným pro veřejnost. Na tuto tradici navazuje dnešní Musée du Luxembourg.
V roce 1778 král Ludvík XVI. poskytl palác s příslušenstvím svému bratrovi, provensálskému hraběti a budoucímu královi Ludvíkovi XVIII. jako zvýšení apanáže. Po jeho útěku za Velké francouzské revoluce v roce 1791 byl palác znárodněn.
Během Hrůzovlády sloužil palác jako vězení a v roce 1795 bylo předáno pro potřeby Direktoria. Na konci roku 1799 bylo Direktorium nahrazeno senátem (Sénat conservateur). Od roku 1814 zde zasedala Komora pairů (Chambre des pairs) a dodnes zde, s krátkými přestávkami, sídlí horní komora Francouzského parlamentu. Např. během druhé světové války v paláci sídlila Luftwaffe.
Původní palác, dnes nazývaný Petit Luxembourg, je od roku 1825 oficiální rezidencí předsedy Francouzského senátu.

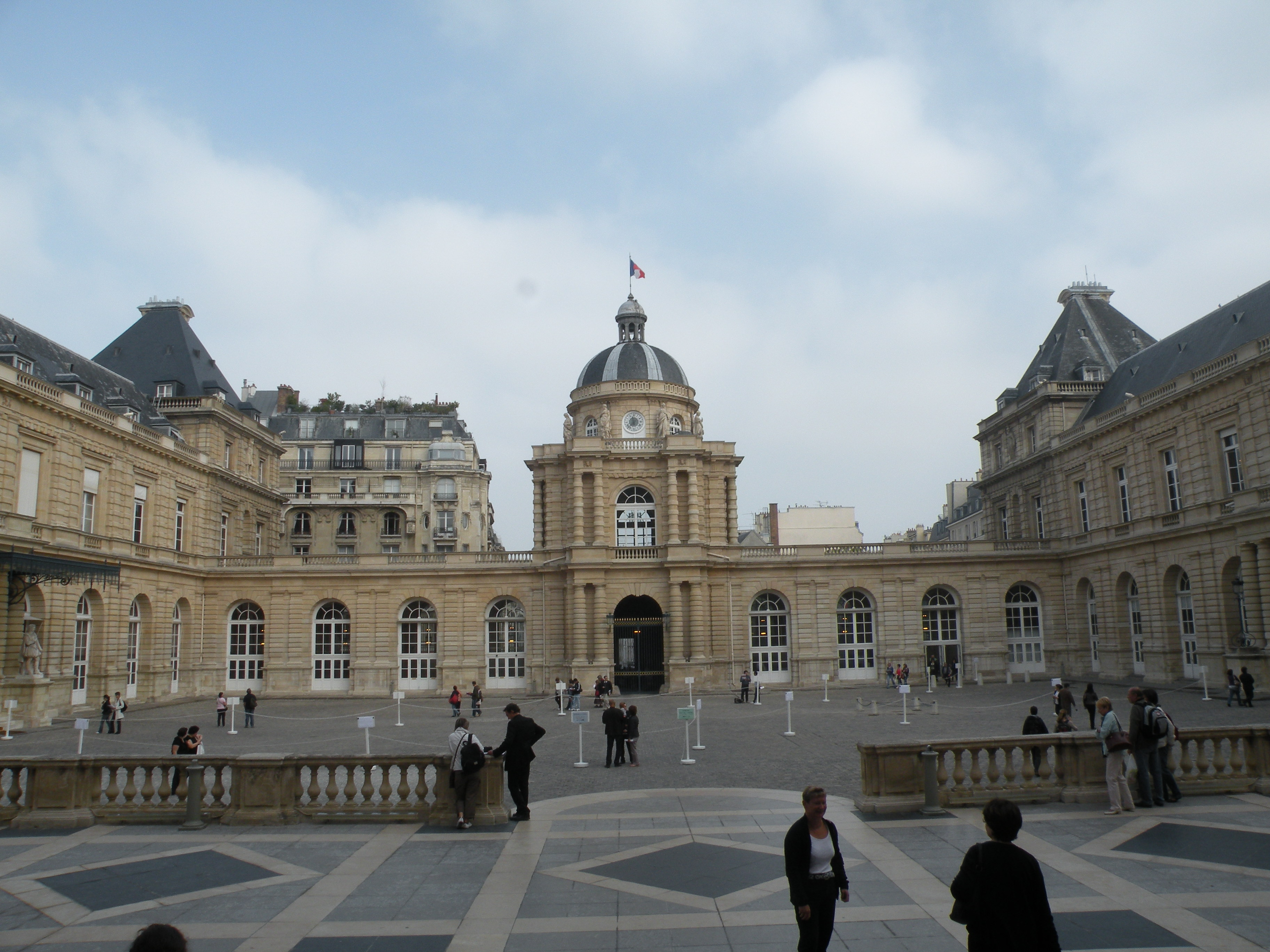
Čestné nádvoří se vstupní budovou

## Architektura
Lucemburský palác svým pojetím připomíná více zámek než klasický městský palác. Přes vstupní budovu zakončenou kupolí se přichází na čtvercové čestné nádvoří. Corps de logis má po stranách dvojité pavilony. Palác byl volně inspirován palácem Pitti ve Florencii na žádost Marie Medicejské, které se zdál palác Louvre nudný. Žádala proto užití bosážového zdiva spíš než kombinaci cihel a kamene.
U Rubense byla objednána série pláten pro každou z královniných komnat, ale realizováno bylo jen 13 obrazů, které jsou dnes vystaveny v muzeu Louvre.

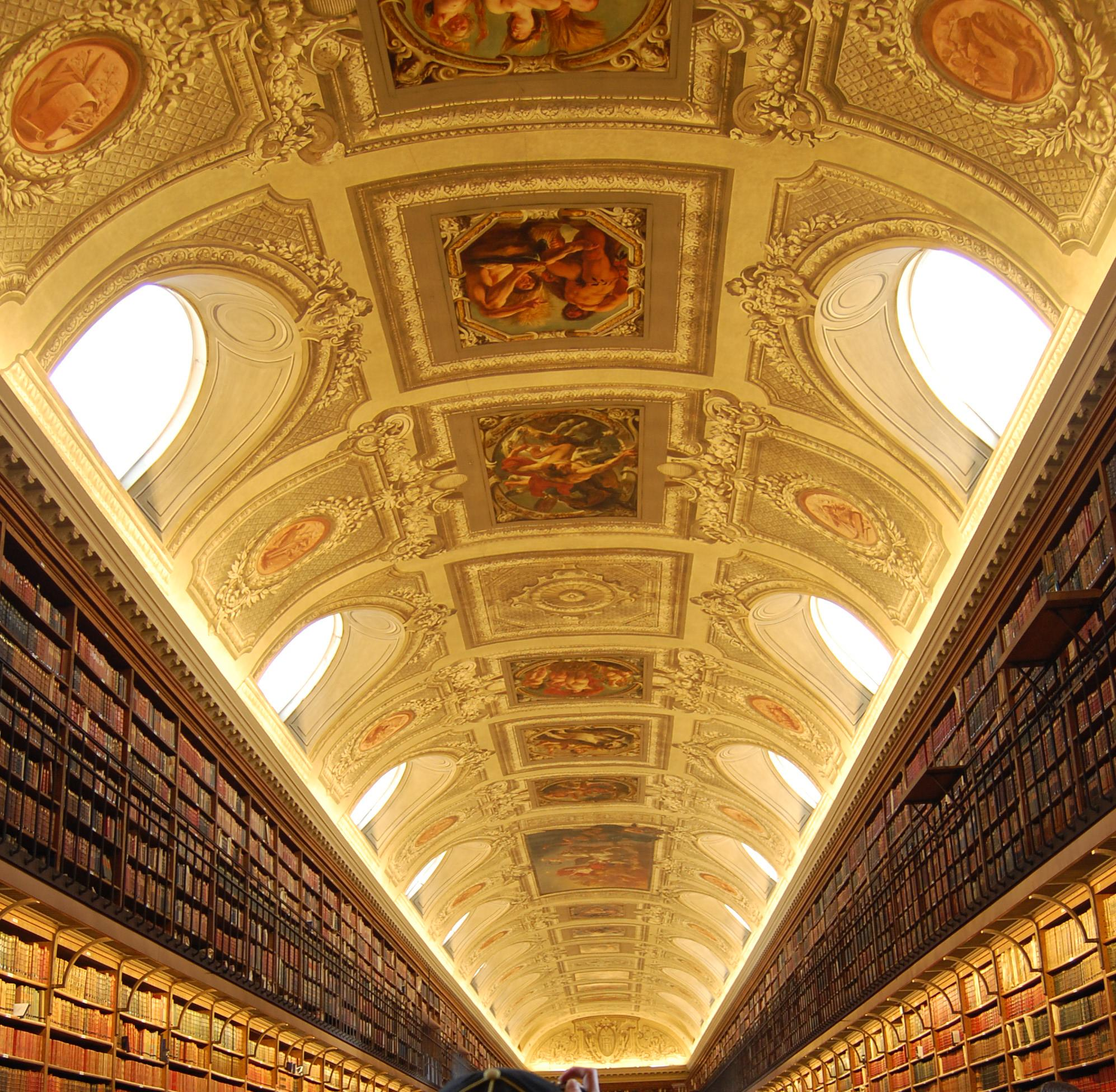
Interiér senátní knihovny

V přízemí se nachází klenutý Salle du Livre d'Or (Sál zlaté knihy), který vytvořil v roce 1816 architekt Pierre Thomas Baraguay (1748-1820). Sál sloužil k uložení návštěvní knihy zvané Livre d'Or de la Pairie. Baraguay využil táflování a výzdobu pocházející z jiných místností, především z komnat Marie Medicejské v Lucemburském paláci a Anny Rakouské z Louvru. Malby a táflování byly nově vymalovány, pozlaceny a restaurovány. Sál byl restaurován v letech 1997-1999.
Čestné schodiště postavil v letech 1803-1807 architekt Jean-François Chalgrin, který pracoval na úpravách paláce od roku 1787 a zajišťoval rovněž obnovu zahrad. Schodiště nahradilo tzv. Rubensovu galerii.
Když bylo rozhodnuto, že palác připadne Senátu, Chalgrin přestavěl interiér pro jednací sál. Ten byl dokončen roku 1807 a v letech 1836-1842 byl rozšířen. Přístavbou byl pověřen Chalgrinův žák Alphonse de Gisors, který prodloužil fasádu o 31 metrů do zahrady a vytvořil nový polokruhový prostor. Sál byl rekonstruován po požáru v roce 1859, rovněž pod vedením architekta Gisorse. V letech 1840-1845 Eugène Delacroix vymaloval interiér knihovny.